# Quo Vadis (banda)
Quo Vadis es una banda de death metal melódico y death metal técnico de Montreal, Quebec, Canadá. Su nombre proviene de la novela homónima el escritor polaco Henryk Sienkiewicz.

## Estilo y carrera
Las influencias de la banda eran numerosas y variaron, pero los más notablemente era la fusión del death metal con la música clásica. Sobre su primer álbum de estudio Forever la banda combinó el sonido pesado del metal con un tinte fuerte lírico, inclusión de pasos de violín, palabra hablada, así como una balada llena con un cantante de ópera Sebrina Lipari. Sobre el segundo álbum Day into Night, el fondo cambiado a un más definido el sonido del death metal de acuerdo con sus contemporáneos. 

## Miembros actuales
- Yanic Bercier - batería, voz
- Bart Frydrychowicz - guitarra, voz
- Stéphane Paré - voz
- Roxanne Constantin - teclados, piano, coros
- Dominique "Forest" Lapointe - bajo
- Marc-André Gingras - guitarra

### Miembros pasados
- Remy Beauchamp - bajo
- Arie Itman - guitarra, voz, violín

### Invitados
- Alex Auburn - guitarra
- Steve DiGiorgio - bajo
- Sebrina Lipari - voz
- William Seghers - guitarra

## Discografía
- Forever... (1996)
- Day into Night (2000)
- Passage in Time (2001)
- Defiant Imagination (2004)
- Defiant Indoctrination - DVD (2005)
- Live in Montreal (2007)